# Lorenz Zierl

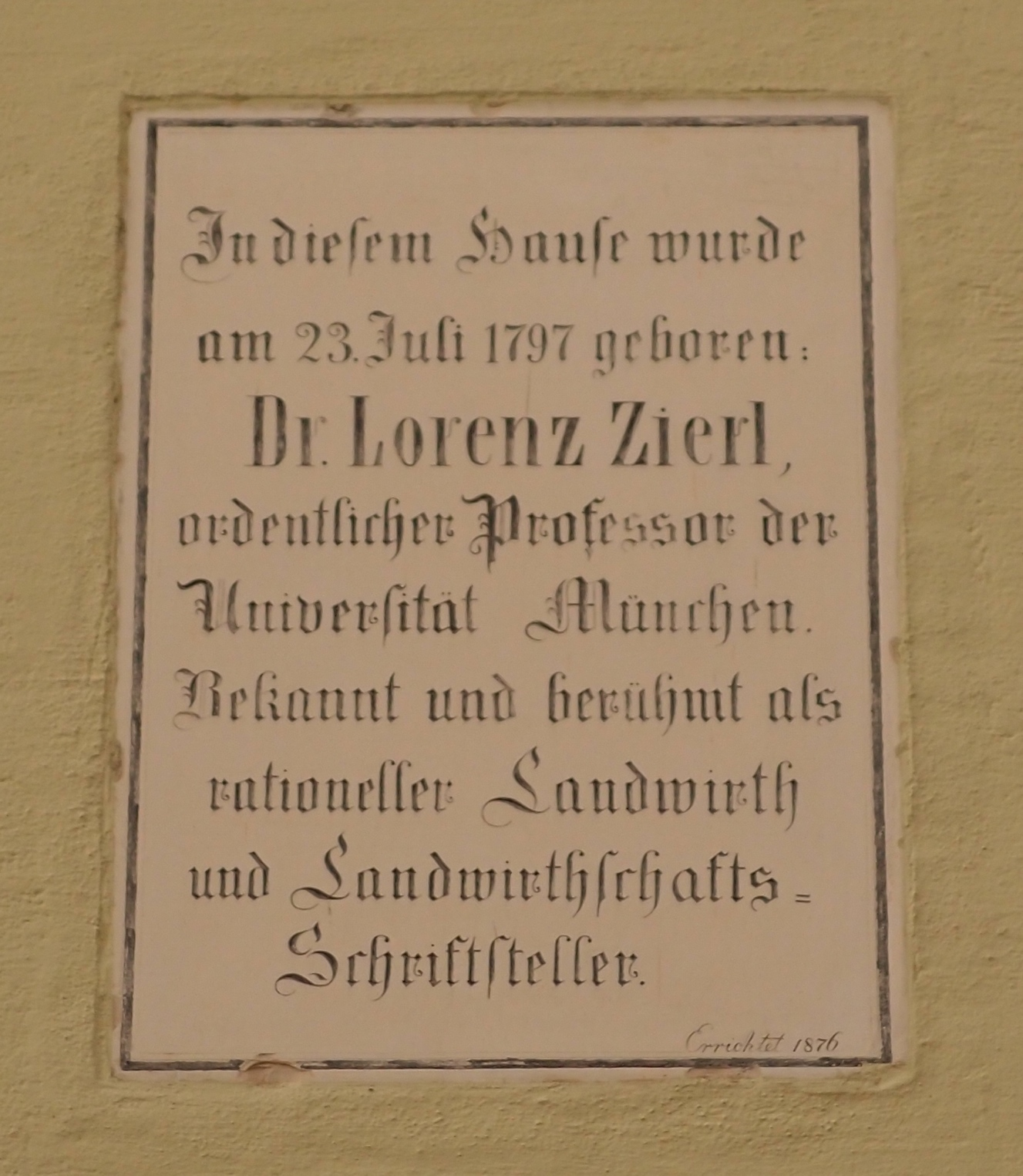
Tafel zur Erinnerung an Lorenz Zierl in Furth im Wald

Lorenz Zierl (* 23. Juli 1797 in Furth im Wald; † 17. September 1844 in Lindau) war ein Pionier der Agrarwissenschaft in Bayern in der ersten Hälfte des 19. Jahrhunderts.
Zierl, Sohn eines Chirurgen, studierte Medizin und Naturwissenschaften an der Universität Landshut. Nach seiner Doppel-Promotion im Jahre 1819 als Doktor der Medizin und Doktor der Philosophie, ging er nach München und erwarb sich als Assistent in mehreren Laboratorien Kenntnisse auf dem Gebiet der analytischen Chemie. 1822 erhielt er eine Anstellung als Professor für Chemie an der neu gegründeten Landwirtschaftlichen Lehranstalt in Schleißheim. 1823 heiratete er die Tochter des Ackerbauwissenschaftlers Max Schönleutner. 1826 übernahm er eine Professur für Landwirtschaft und technische Chemie an der Universität München. Er verstarb bereits im Alter von 47 Jahren.
Sein Hauptanliegen war es, die Landwirtschaft durch Verbreitung von Erfahrungswissen und naturwissenschaftlicher Erkenntnisse zu fördern. Diesem Ziel dienten seine zahlreichen Veröffentlichungen. Grundlegende Beiträge über die naturwissenschaftlichen Grundlagen des Pflanzenbaus, der Pflanzenernährung, der Düngerlehre und der Wiesenwirtschaft hat er in den von ihm, anfangs gemeinsam mit Max Schönleutner herausgegebenen „Jahrbüchern der Königlich Bayerischen Landwirthschaftlichen Lehranstalten zu Schleißheim“ (1829–1832) publiziert. Mehrfach aufgelegt wurde sein 1837 erschienenes Buch Die Lehre des Landbaues. Von 1836 bis zu seinem Tode war Zierl Schriftleiter des „Centralblattes des Landwirthschaftlichen Vereines in Bayern“.

## Schriften (Auswahl)
- Die Lehre des Landbaues. München 1837, 3. Aufl. 1843.
- Ueber Gewinnung und Benützung des Torfes in Bayern. München 1839.
- Die bayerische Braunbier-Fabrikation und die Bieruntersuchung durch das Fuchs´sche Hallymeter mit einem Anhange über die Anwendung deselben zur Untersuchung von Wein, Bierwürze, Branntweinmaische etc. München 1843.
- Ueber Bayerns landwirthschaftliche Zustände in zwei Abtheilungen. Erste Abtheilung München 1844, zweite Abtheilung München 1845.